# New Mater Volley 2018-2019
Questa voce raccoglie le informazioni riguardanti la New Mater Volley nelle competizioni ufficiali della stagione 2018-2019.

## Organigramma societario
Area direttiva
- Presidente: Gaetano Carpinelli
- Vicepresidente: Alessandro Vinella

Area organizzativa
- Team manager: Francesco Pace
- Direttore sportivo: Bruno De Mori

Area tecnica
- Allenatore: Paolo Tofoli (fino al 10 dicembre 2018), Vincenzo Di Pinto (dall'11 dicembre 2018)
- Allenatore in seconda: Giuseppe Barbone
- Assistente allenatore: Giuseppe Calisi
- Scout man: Antonella Ippolito
- Responsabile settore giovanile: Fabio Malerba

Area comunicazione
- Addetto stampa: Pier Paolo Lorizio, Giancarla Manzari
- Fotografo: Giampiero Consaga
- Telecronista: Vittorio Minoia
- Grafica e comunicazione: Studio Graphica

Area sanitaria
- Medico: Giosuè Dell'Aera
- Preparatore atletico: Massimiliano D'Elia
- Fisioterapista: Andrea Giancaspro
- Osteopata: Francesco Boggia

## Rosa
| N° | Nome                 | Ruolo | Data di nascita   | Nazionalità sportiva |
| -- | -------------------- | ----- | ----------------- | -------------------- |
| 1  | Aidan Zingel         | C     | 19 novembre 1990  | Australia            |
| 3  | Domenico Cavaccini   | L     | 13 marzo 1987     | Italia               |
| 4  | Domenico Pace        | L     | 2 agosto 2000     | Italia               |
| 5  | Marco Falaschi       | P     | 18 settembre 1987 | Italia               |
| 7  | Simone Scopelliti    | C     | 6 aprile 1994     | Italia               |
| 9  | Giorgio De Togni     | C     | 7 luglio 1985     | Italia               |
| 11 | Jurij Kružkov        | O     | 14 marzo 1994     | Russia               |
| 12 | Mojtaba Mirzajanpour | S     | 7 ottobre 1991    | Iran                 |
| 14 | Renan Buiatti        | O     | 10 gennaio 1990   | Brasile              |
| 15 | Marinfranco Agrusti  | C     | 26 gennaio 1999   | Italia               |
| 17 | Eduardo Studzinski   | S     | 18 settembre 1994 | Brasile              |
| 18 | Davide Quartarone    | P     | 29 aprile 1986    | Italia               |
| 24 | Davide Kovač         | S     | 19 novembre 1999  | Serbia               |
| 90 | Wojciech Włodarczyk  | S     | 28 ottobre 1990   | Polonia              |

## Risultati

### Superlega

#### Girone di andata
| 1ª giornata - 14 ottobre 2018 PalaValentia, Vibo Valentia                 | Callipo            | 3 - 1 | New Mater          | 25-21, 25-23, 22-25, 25-22        |
| 2ª giornata - 21 ottobre 2018 PalaFlorio, Bari                            | New Mater          | 2 - 3 | Modena             | 17-25, 25-23, 19-25, 25-20, 10-15 |
| 3ª giornata - 28 ottobre 2018 Palasport San Lazzaro, Padova               | Padova             | 3 - 1 | New Mater          | 25-18, 25-16, 17-25, 25-18        |
| 4ª giornata - 5 dicembre 2018 PalaFlorio, Bari                            | New Mater          | 2 - 3 | BluVolley Verona   | 25-20, 23-25, 25-19, 19-25, 11-15 |
| 5ª giornata - 4 novembre 2018 PalaPiantanida, Busto Arsizio               | Powervolley Milano | 3 - 1 | New Mater          | 25-19, 25-17, 21-25, 25-19        |
| 6ª giornata - 7 novembre 2018 PalaDeAndré, Ravenna                        | Porto Robur Costa  | 3 - 1 | New Mater          | 25-22, 25-21, 24-26, 25-17        |
| 7ª giornata - 11 novembre 2018 PalaFlorio, Bari                           | New Mater          | 2 - 3 | Trentino           | 25-23, 19-25, 22-25, 25-19, 10-15 |
| 8ª giornata - 18 novembre 2018 PalaFlorio, Bari                           | New Mater          | 0 - 3 | Sir Safety Perugia | 24-26, 21-25, 24-26               |
| 9ª giornata - 25 novembre 2018 Palazzetto dello sport, Cisterna di Latina | Top Volley Latina  | 3 - 0 | New Mater          | 25-19, 25-21, 33-31               |
| 10ª giornata - 2 dicembre 2018 PalaMensSana, Siena                        | Emma Villas        | 3 - 1 | New Mater          | 30-28, 25-23, 21-25, 25-21        |
| 11ª giornata - 8 dicembre 2018 PalaFlorio, Bari                           | New Mater          | 2 - 3 | Milano             | 25-23, 25-20, 21-25, 20-25, 9-15  |
| 12ª giornata - 15 dicembre 2018 PalaCivitanova, Civitanova Marche         | Lube               | 3 - 1 | New Mater          | 25-22, 25-21, 17-25, 25-18        |
| 13ª giornata - 23 dicembre 2018 PalaFlorio, Bari                          | New Mater          | 1 - 3 | Argos              | 25-21, 25-27, 22-25, 18-25        |

#### Girone di ritorno
| 1ª giornata - 26 dicembre 2018 PalaFlorio, Bari            | New Mater          | 2 - 3 | Callipo            | 25-18, 23-25, 26-24, 25-27, 10-15 |
| 2ª giornata - 30 dicembre 2018 PalaPanini, Modena          | Modena             | 3 - 0 | New Mater          | 25-18, 25-18, 25-17               |
| 3ª giornata - 6 gennaio 2019 PalaFlorio, Bari              | New Mater          | 0 - 3 | Padova             | 20-25, 30-32, 18-25               |
| 4ª giornata - 13 gennaio 2019 PalaOlimpia, Verona          | BluVolley Verona   | 3 - 1 | New Mater          | 25-21, 24-26, 25-18, 25-20        |
| 5ª giornata - 16 gennaio 2019 PalaFlorio, Bari             | New Mater          | 2 - 3 | Powervolley Milano | 25-27, 25-21, 22-25, 26-24, 13-15 |
| 6ª giornata - 26 gennaio 2019 PalaFlorio, Bari             | New Mater          | 1 - 3 | Porto Robur Costa  | 25-20, 18-25, 28-30, 19-25        |
| 7ª giornata - 3 febbraio 2019 PalaTrento, Trento           | Trentino           | 3 - 0 | New Mater          | 25-18, 25-17, 25-20               |
| 8ª giornata - 17 febbraio 2019 PalaEvangelisti, Perugia    | Sir Safety Perugia | 3 - 0 | New Mater          | 25-22, 25-23, 25-20               |
| 9ª giornata - 24 febbraio 2019 PalaFlorio, Bari            | New Mater          | 3 - 2 | Top Volley Latina  | 25-23, 28-26, 15-25, 19-25, 17-15 |
| 10ª giornata - 2 marzo 2019 PalaFlorio, Bari               | New Mater          | 3 - 2 | Emma Villas        | 28-26, 23-25, 16-25, 25-22, 15-13 |
| 11ª giornata - 10 marzo 2019 Palazzetto dello Sport, Monza | Milano             | 3 - 1 | New Mater          | 23-25, 25-15, 25-19, 26-24        |
| 12ª giornata - 17 marzo 2019 PalaFlorio, Bari              | New Mater          | 0 - 3 | Lube               | 24-26, 19-25, 16-25               |
| 13ª giornata - 24 marzo 2019 PalaCoccia, Veroli            | Argos              | 3 - 0 | New Mater          | 25-20, 25-14, 25-19               |

## Statistiche

### Statistiche di squadra
| Competizione | Punti | In casa | In casa | In casa | In trasferta | In trasferta | In trasferta | Totale | Totale | Totale |
| Competizione | Punti | G       | V       | P       | G            | V            | P            | G      | V      | P      |
| ------------ | ----- | ------- | ------- | ------- | ------------ | ------------ | ------------ | ------ | ------ | ------ |
| Superlega    | 10    | 13      | 2       | 11      | 13           | 0            | 13           | 26     | 2      | 24     |
| Totale       | -     | 13      | 2       | 11      | 13           | 0            | 13           | 26     | 2      | 24     |

G = partite giocate; V = partite vinte; P = partite perse

### Statistiche dei giocatori
| Giocatore       | Serie A1 | Serie A1 | Serie A1 | Serie A1 | Serie A1 | Totale | Totale | Totale | Totale | Totale |
| Giocatore       | P        | PT       | AV       | MV       | BV       | P      | PT     | AV     | MV     | BV     |
| --------------- | -------- | -------- | -------- | -------- | -------- | ------ | ------ | ------ | ------ | ------ |
| M. Agrusti      | 4        | 2        | 0        | 1        | 1        | 4      | 2      | 0      | 1      | 1      |
| D. Cavaccini    | 26       | 0        | 0        | 0        | 0        | 26     | 0      | 0      | 0      | 0      |
| G. De Togni     | 20       | 84       | 59       | 22       | 3        | 20     | 84     | 59     | 22     | 3      |
| M. Falaschi     | 26       | 46       | 8        | 22       | 16       | 26     | 46     | 8      | 22     | 16     |
| D. Kovač        | 4        | 1        | 1        | 0        | 0        | 4      | 1      | 1      | 0      | 0      |
| J. Kružkov      | 6        | 6        | 5        | 1        | 0        | 6      | 6      | 5      | 1      | 0      |
| M. Mirzajanpour | 26       | 356      | 301      | 32       | 23       | 26     | 356    | 301    | 32     | 23     |
| D. Pace         | 11       | 0        | 0        | 0        | 0        | 11     | 0      | 0      | 0      | 0      |
| D. Quartarone   | 20       | 1        | 0        | 0        | 1        | 20     | 1      | 0      | 0      | 1      |
| S. Scopelliti   | 25       | 70       | 48       | 19       | 3        | 25     | 70     | 48     | 19     | 3      |
| E. Studzinski   | 23       | 57       | 41       | 8        | 8        | 23     | 57     | 41     | 8      | 8      |
| W. Włodarczyk   | 26       | 333      | 281      | 34       | 18       | 26     | 333    | 281    | 34     | 18     |
| R. Buiatti      | 19       | 339      | 299      | 20       | 20       | 19     | 339    | 299    | 20     | 20     |
| A. Zingel       | 26       | 231      | 170      | 53       | 8        | 26     | 231    | 170    | 53     | 8      |

P = presenze; PT = punti totali; AV = attacchi vincenti; MV = muri vincenti; BV = battute vincenti